# Bibliothèque de la ville de Worms
La Bibliothèque de la ville de Worms est la bibliothèque publique de Worms. Elle présente 360 000 unités de médias, parmi eux 50 000 espèces historiques.

## Structure
La bibliothèque de la ville de Worms se compose de deux départements : La Bibliothèque Scientifique avec près de 300 000 unités dans un magasin et la Bibliothèque Publique (y compris les livres pour enfants et jeunes) avec près de 60 000 unités dans un magasin libre accès.

## Histoire
Cette bibliothèque est le résultat d'un rassemblement de plusieurs bibliothèques privées : En 1878 on fondait une Association pour une bibliothèque publique. En 1881 l'Association pour le patrimoine de Worms établissait une bibliothèque municipale scientifique nommée la « Paulusbibliothek » , dirigée par August Weckerling.
En 1902, la municipalité de Worms créait avec le stock de l'Association pour une bibliothèque publique une Bibliothèque municipale qu'on pouvait agrandir avec les 50 000 volumes de la « Paulusbibliothek » grâce à une donation en 1906. En 1925, la municipalité établissait une bibliothèque mobile qui était la première en Allemagne et qui desservait 52 villages dans la Hesse rhénane. Ce service arrêtait en 1928 à cause des problèmes financières ; le bibliobus avait emprunté 32 000 livres.
Pendant la Seconde Guerre mondiale 110 000 volumes scientifiques des 190 000 livres ainsi que toute la bibliothèque publique étaient détruites.
La bibliothèque de la ville de Worms a repris son service à 1947 avec le stock d'une association culturelle (Kasino- und Musikgesellschaft Worms). Depuis l'offre des titres agrandissait par des achats et des donations. On pouvait acheter en 1967 les titres de la bibliothèque dans le Château de Worms-Herrnsheim de la famille von Heyl (Cornelius Wilhelm von Heyl zu Herrnsheim) ; il y avait une donation de 10 000 volumes de Carl J. H. Villinger et l'achat de la bibliothèque privés (5 000 volumes) de Wilhelm et Erna Salzer en 1968.

## stock
Le stock spécial de la bibliothèque de la ville de Worms présente:
- 5500 exemplaires d'Ex-libris
- 6750 exemplaires de notations musicales et 4000 ouvrages de musique[1]
- 165 Incunables
- Kant-bibliothèque avec 1100 titres (parmi eux presque toutes les premières éditions)
- Luther-bibliothèque avec 666 publications du temps de la Réforme protestante
- Collection du Nibelungenlied avec plus de 800 titres du XVIIIe siècle jusqu'aujourd'hui
- NS-littérature avec 3000 titres (parmi eux des dispositions administratives bizarres)
- Wormatiensia (littérature régionale de Worms et de la région) avec 5000 titres du XVe siècle jusqu'aujourd'hui